# Brazília a 2010. évi téli olimpiai játékokon

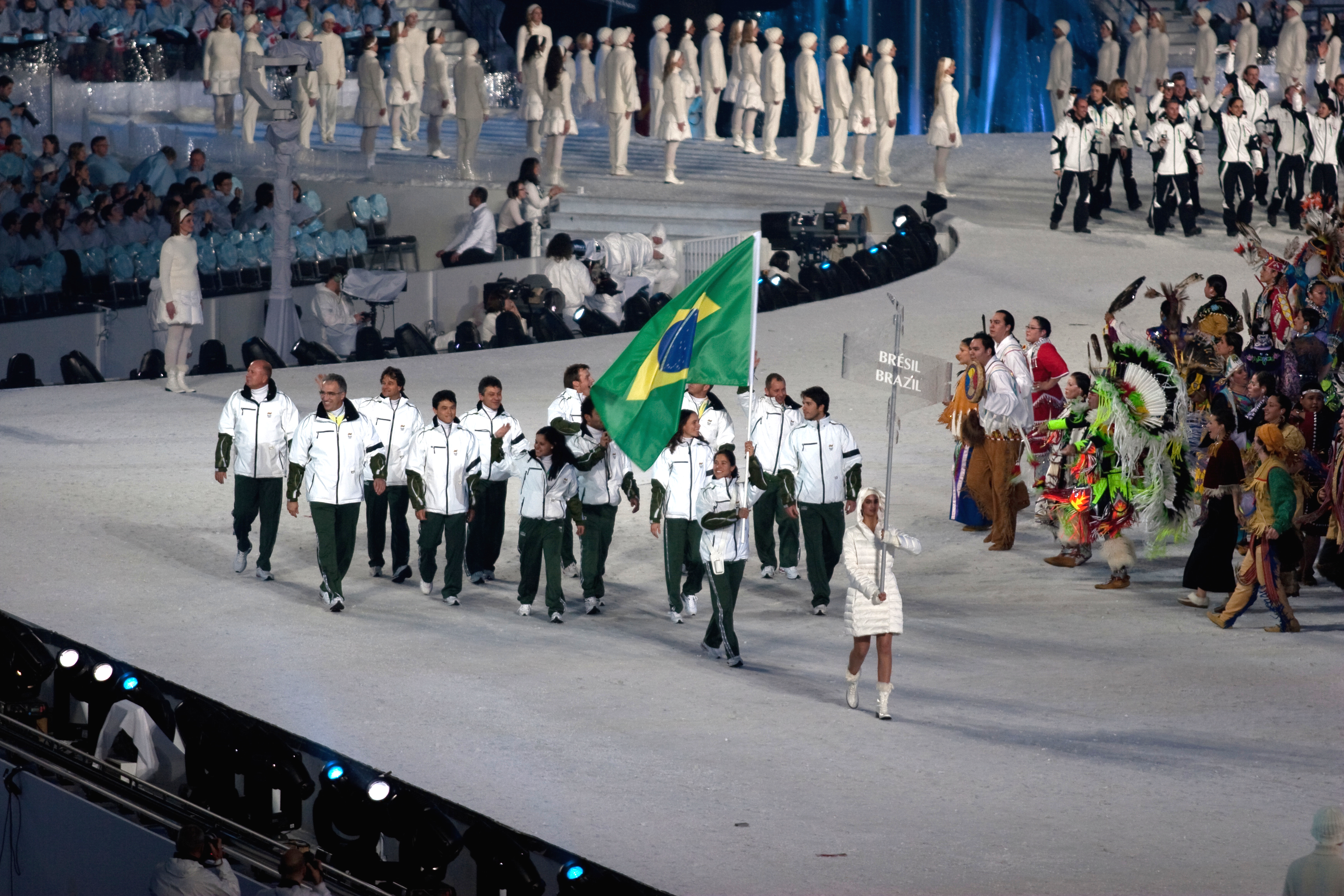
Brazília olimpiai küldöttsége a megnyitón

Brazília a kanadai Vancouverben megrendezett 2010. évi téli olimpiai játékok egyik részt vevő nemzete volt. Az országot az olimpián 3 sportágban 5 sportoló képviselte, akik érmet nem szereztek.

## Alpesisí
Férfi
| Versenyző       | Versenyszám      | 1. futam      | 1. futam      | 2. futam | 2. futam | Összesítés | Összesítés |
| Versenyző       | Versenyszám      | Idő           | Hely.         | Idő      | Hely.    | Idő        | Helyezés   |
| --------------- | ---------------- | ------------- | ------------- | -------- | -------- | ---------- | ---------- |
| Jhonatan Longhi | Óriás-műlesiklás | 1:24,76       | 59.           | 1:29,27  | 56.      | 2:54,03    | 56.        |
| Jhonatan Longhi | Műlesiklás       | nem ért célba | nem ért célba | kiesett  | kiesett  | kiesett    | kiesett    |

Női
| Versenyző      | Versenyszám      | 1. futam      | 1. futam      | 2. futam | 2. futam | Összesítés | Összesítés |
| Versenyző      | Versenyszám      | Idő           | Hely.         | Idő      | Hely.    | Idő        | Helyezés   |
| -------------- | ---------------- | ------------- | ------------- | -------- | -------- | ---------- | ---------- |
| Maya Harrisson | Óriás-műlesiklás | nem ért célba | nem ért célba | kiesett  | kiesett  | kiesett    | kiesett    |
| Maya Harrisson | Műlesiklás       | 1:01,18       | 64.           | 1:00,49  | 47.      | 2:01,67    | 48.        |

## Sífutás
Férfi
| Versenyző      | Versenyszám | Eredmény | Helyezés |
| -------------- | ----------- | -------- | -------- |
| Leandro Ribela | 15 km       | 43:36,2  | 90.      |

Női
| Versenyző        | Versenyszám | Eredmény | Helyezés |
| ---------------- | ----------- | -------- | -------- |
| Jaqueline Mourão | 10 km       | 30:22,2  | 66.      |

## Snowboard
Snowboard cross
| Versenyző            | Versenyszám | Selejtező | Selejtező | Nyolcaddöntő | Negyeddöntő | Elődöntő | Döntő    | Helyezés |
| Versenyző            | Versenyszám | Idő       | Hely.     | Helyezés     | Helyezés    | Helyezés | Helyezés | Helyezés |
| -------------------- | ----------- | --------- | --------- | ------------ | ----------- | -------- | -------- | -------- |
| Isabel Clark Ribeiro | Női         | 1:41,10   | 19.       | kiesett      | kiesett     | kiesett  | kiesett  | 19.      |